# Jarolím Vícen
Jarolím Vícen (* 1. Oktober 1989) ist ein slowakischer Badmintonspieler. 

## Karriere
Jarolím Vícen gewann 2007 seine erste Medaille bei den nationalen slowakischen Titelkämpfen. 2011 und 2012 gewann er dort seine ersten beiden Titel im Herreneinzel. Auf internationaler Ebene schied er bei den Macau Open 2011 in der ersten Runde aus. 2012 nahm er an den Badminton-Europameisterschaften teil, 2013 startete er bei den German Open. 2014 konnte er wiederum die Landesmeisterschaft für sich entscheiden. Dies gelang ihm auch 2022.